# Eastern Highlands (berg)

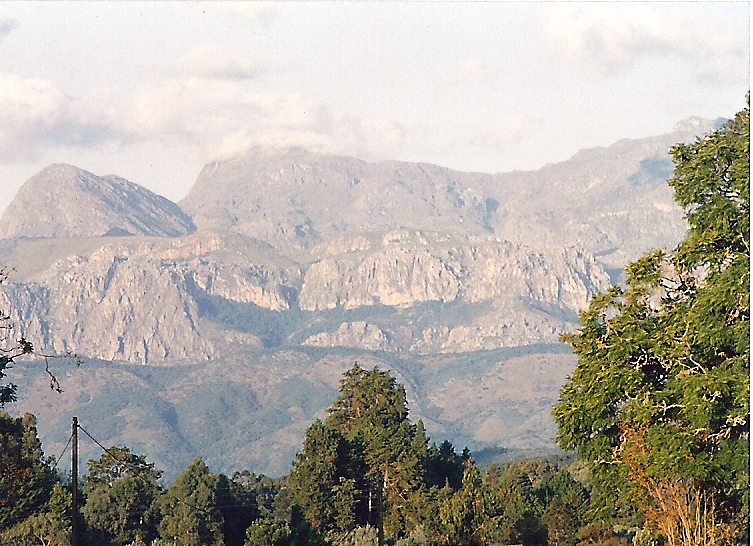
Eastern Highlands sett från byn Chimanimani

Eastern Highlands är en bergskedja i östra Zimbabwe och ett av fyra distinkta fysiografiska områden på den afrikanska kontinenten. Kedjan utgör den östra gränsen med Moçambique. Eastern Highlands består av tre bergsgrupper - Nyanga (i norr), Bvumba (i mitten vid staden Mutare) och Chimanimani (i söder). Dessa regioner är glest befolkade, höghöjdsterräng med kallare och fuktigare klimat än andra delar av Afrika.